# Saint-Julien-de-la-Nef
Pour les articles homonymes, voir Saint-Julien.
Saint-Julien-de-la-Nef est une commune française située dans l'ouest du département du Gard, en région Occitanie.
Exposée à un climat méditerranéen, elle est drainée par l'Hérault et, marginalement, par la Vis. Incluse dans les Cévennes, la commune possède un patrimoine naturel remarquable : deux sites Natura 2000 (les « gorges de la Vis et de la Virenque » et les « gorges de Rieutord, Fage et Cagnasse ») et quatre zones naturelles d'intérêt écologique, faunistique et floristique (ZNIEF).
Saint-Julien-de-la-Nef est une commune rurale qui compte 145 habitants en 2022, après avoir connu un pic de population de 337 habitants en 1856.

### Localisation

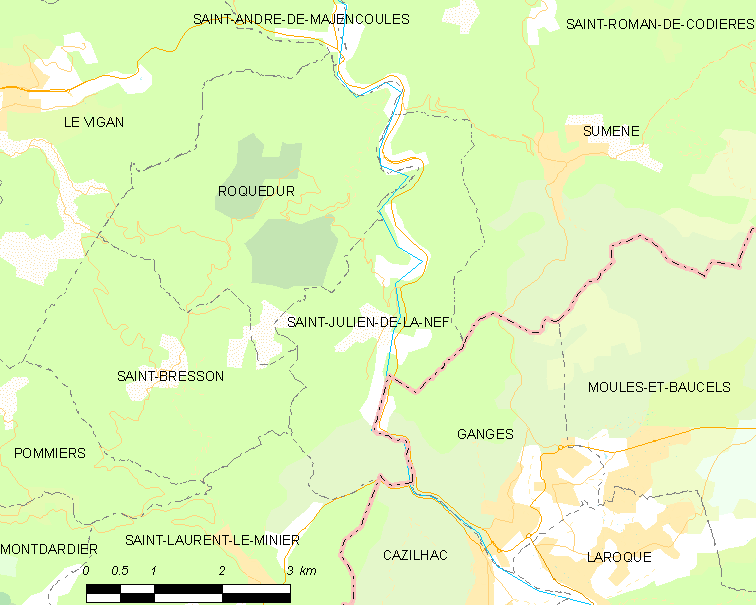
Carte

## Géographie

### Climat
Pour des articles plus généraux, voir Climat de l'Occitanie et Climat du Gard.
En 2010, le climat de la commune est de type climat méditerranéen franc, selon une étude s'appuyant sur une série de données couvrant la période 1971-2000. En 2020, Météo-France publie une typologie des climats de la France métropolitaine dans laquelle la commune est exposée à un climat méditerranéen et est dans la région climatique Provence, Languedoc-Roussillon, caractérisée par une pluviométrie faible en été, un très bon ensoleillement (2 600 h/an), un été chaud (21,5 °C), un air très sec en été, sec en toutes saisons, des vents forts (fréquence de 40 à 50 % de vents > 5 m/s) et peu de brouillards.
Pour la période 1971-2000, la température annuelle moyenne est de 12,6 °C, avec une amplitude thermique annuelle de 16,8 °C. Le cumul annuel moyen de précipitations est de 1 244 mm, avec 8,1 jours de précipitations en janvier et 3,7 jours en juillet. Pour la période 1991-2020, la température moyenne annuelle observée sur la station météorologique la plus proche, située sur la commune du Vigan à 7 km à vol d'oiseau, est de 13,7 °C et le cumul annuel moyen de précipitations est de 1 494,8 mm,. Pour l'avenir, les paramètres climatiques de la commune estimés pour 2050 selon différents scénarios d’émission de gaz à effet de serre sont consultables sur un site dédié publié par Météo-France en novembre 2022.

### Milieux naturels et biodiversité

#### Espaces protégés
La protection réglementaire est le mode d’intervention le plus fort pour préserver des espaces naturels remarquables et leur biodiversité associée,.
Dans ce cadre, la commune fait partie de l'aire d'adhésion du Parc national des Cévennes. Ce  parc national, créé en 1967, est un territoire de moyenne montagne formé de cinq entités géographiques : le massif de l'Aigoual, le causse Méjean avec les gorges du Tarn et de la Jonte, le mont Lozère, les vallées cévenoles ainsi que le piémont cévenol.
La commune fait partie de la zone de transition des Cévennes, un territoire d'une superficie de 116 032 ha reconnu réserve de biosphère par l'UNESCO en 1985 pour la mosaïque de milieux naturels qui la composent et qui abritent une biodiversité exceptionnelle, avec 2 400 espèces animales, 2 300 espèces de plantes à fleurs et de fougères, auxquelles s’ajoutent d’innombrables mousses, lichens, champignons,.

#### Réseau Natura 2000

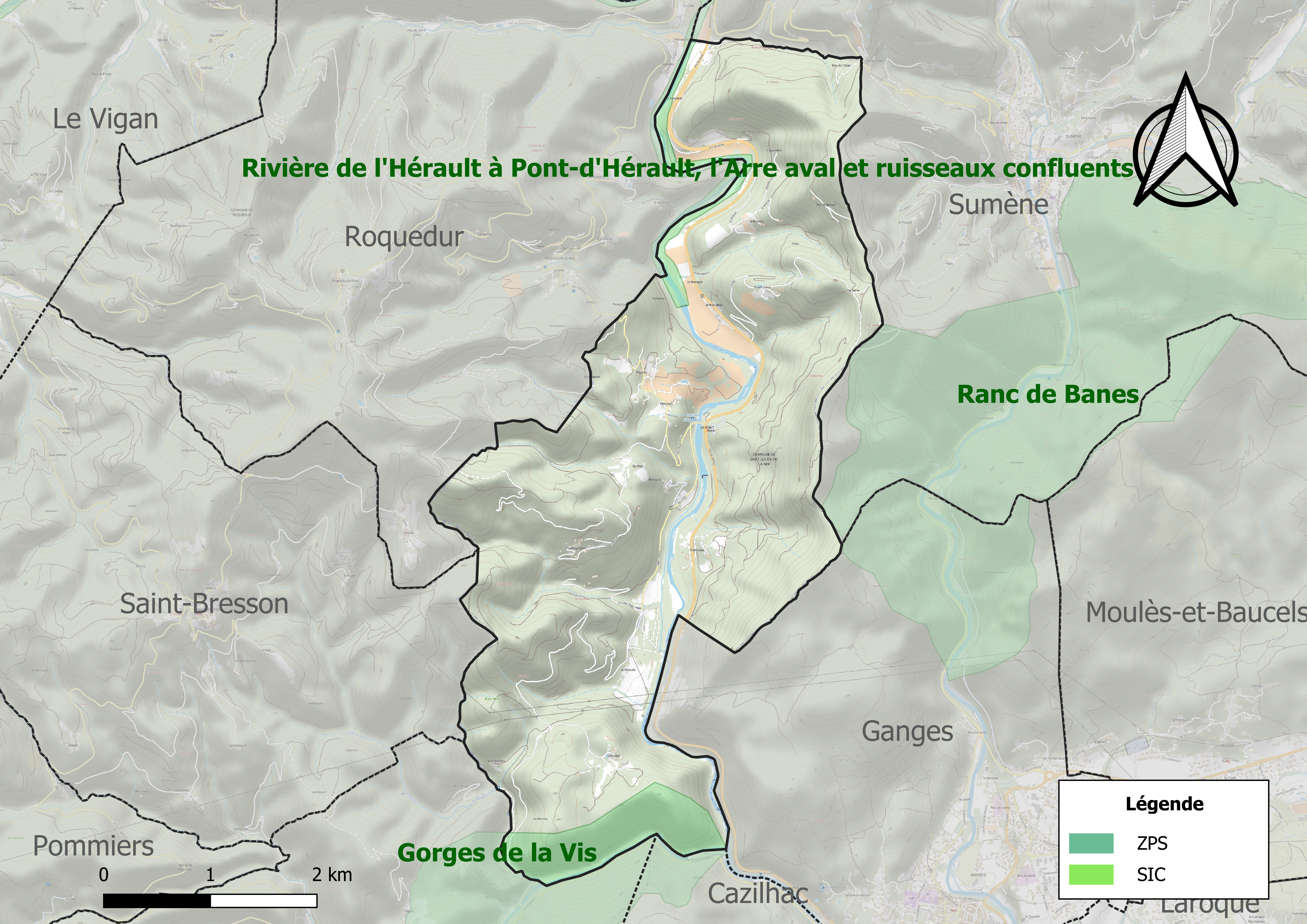
Site Natura 2000 sur le territoire communal.

Le réseau Natura 2000 est un réseau écologique européen de sites naturels d'intérêt écologique élaboré à partir des directives habitats et oiseaux, constitué de zones spéciales de conservation (ZSC) et de zones de protection spéciale (ZPS).
Un site Natura 2000 a été défini sur la commune au titre de la directive habitats :
- les « gorges de la Vis et de la Virenque », d'une superficie de 5 501 ha, un grand site régional qui entaille et sépare l'ensemble des grands causses méridionaux. Il présente deux intérêts majeurs : des habitats aquatiques et des ripisylves, avec six espèces de l'annexe II et des habitats de rochers avec des chauves-souris, les pentes avec de grands éboulis et des pentes boisées de hêtraie calcicole[14]

et un au titre de la directive oiseaux : 
- les « gorges de Rieutord, Fage et Cagnasse », d'une superficie de 12 308 ha, comportent des milieux escarpés, des falaises, et sont un biotope de prédilection pour l'avifaune rupestre parmi laquelle on relève des espèces à très forte valeur patrimoniale : l'Aigle de Bonelli, le Grand Duc d'Europe, le Circaète Jean-le-Blanc[15].

#### Zones naturelles d'intérêt écologique, faunistique et floristique
L’inventaire des zones naturelles d'intérêt écologique, faunistique et floristique (ZNIEFF) a pour objectif de réaliser une couverture des zones les plus intéressantes sur le plan écologique, essentiellement dans la perspective d’améliorer la connaissance du patrimoine naturel national et de fournir aux différents décideurs un outil d’aide à la prise en compte de l’environnement dans l’aménagement du territoire.
Une ZNIEFF de type 1 est recensée sur la commune :
la « rivière de l'Hérault à Pont-d'Hérault, l'Arre aval et ruisseaux confluents » (136 ha), couvrant 6 communes du département et trois ZNIEFF de type 2, : 
- les « gorges de la Vis » (3 661 ha), couvrant 8 communes dont 5 dans le Gard et 3 dans l'Hérault[18] ;
- les « gorges de la Vis et de la Virenque » (9 620 ha), couvrant 16 communes dont 10 dans le Gard et 6 dans l'Hérault[19] ;
- les « vallées amont de l'Hérault » (21 533 ha), couvrant 23 communes dont 22 dans le Gard et 1 dans l'Hérault[20].

Carte des ZNIEFF de type 1 et 2 à Saint-Julien-de-la-Nef.
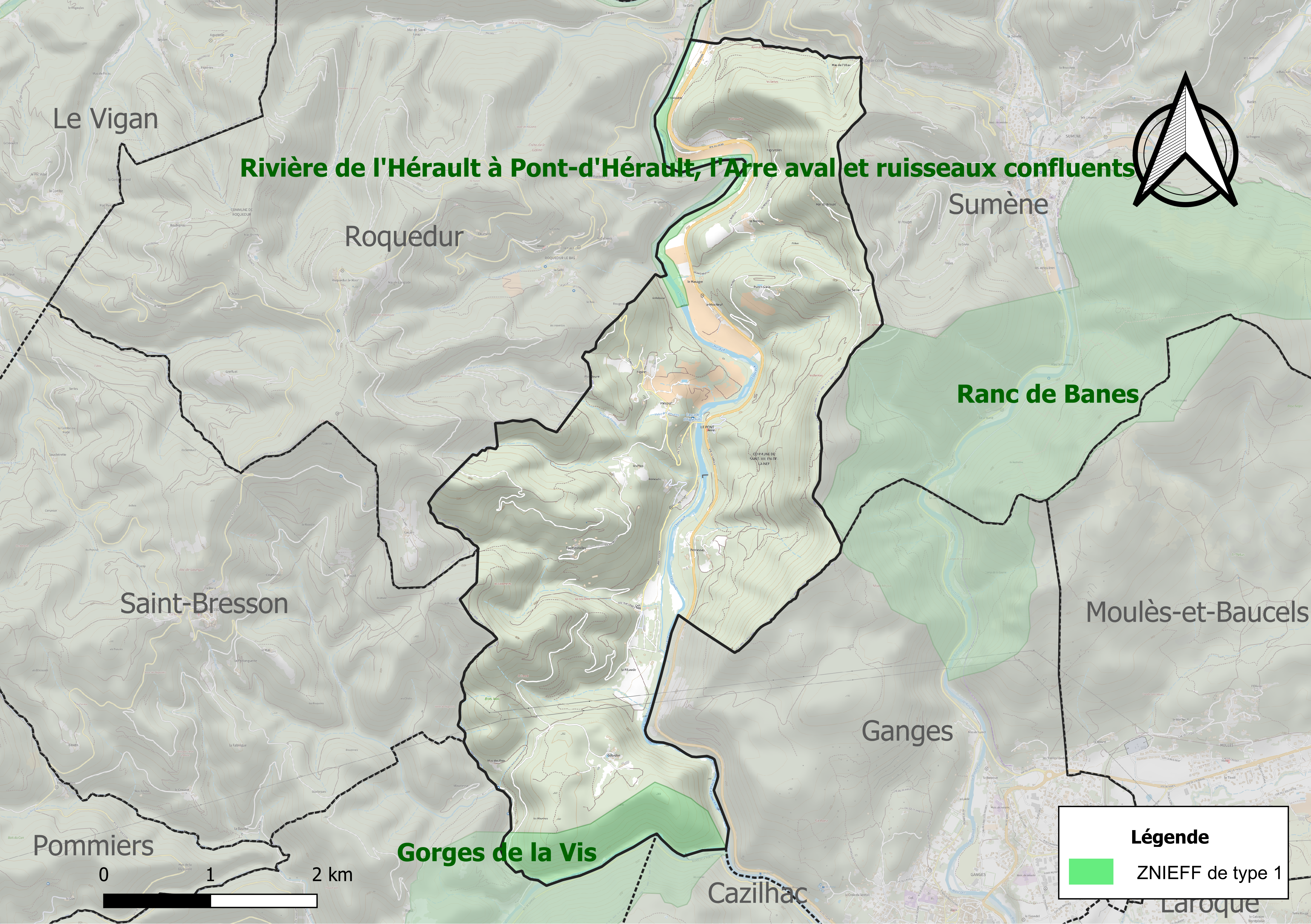
Carte des ZNIEFF de type 1 sur la commune.
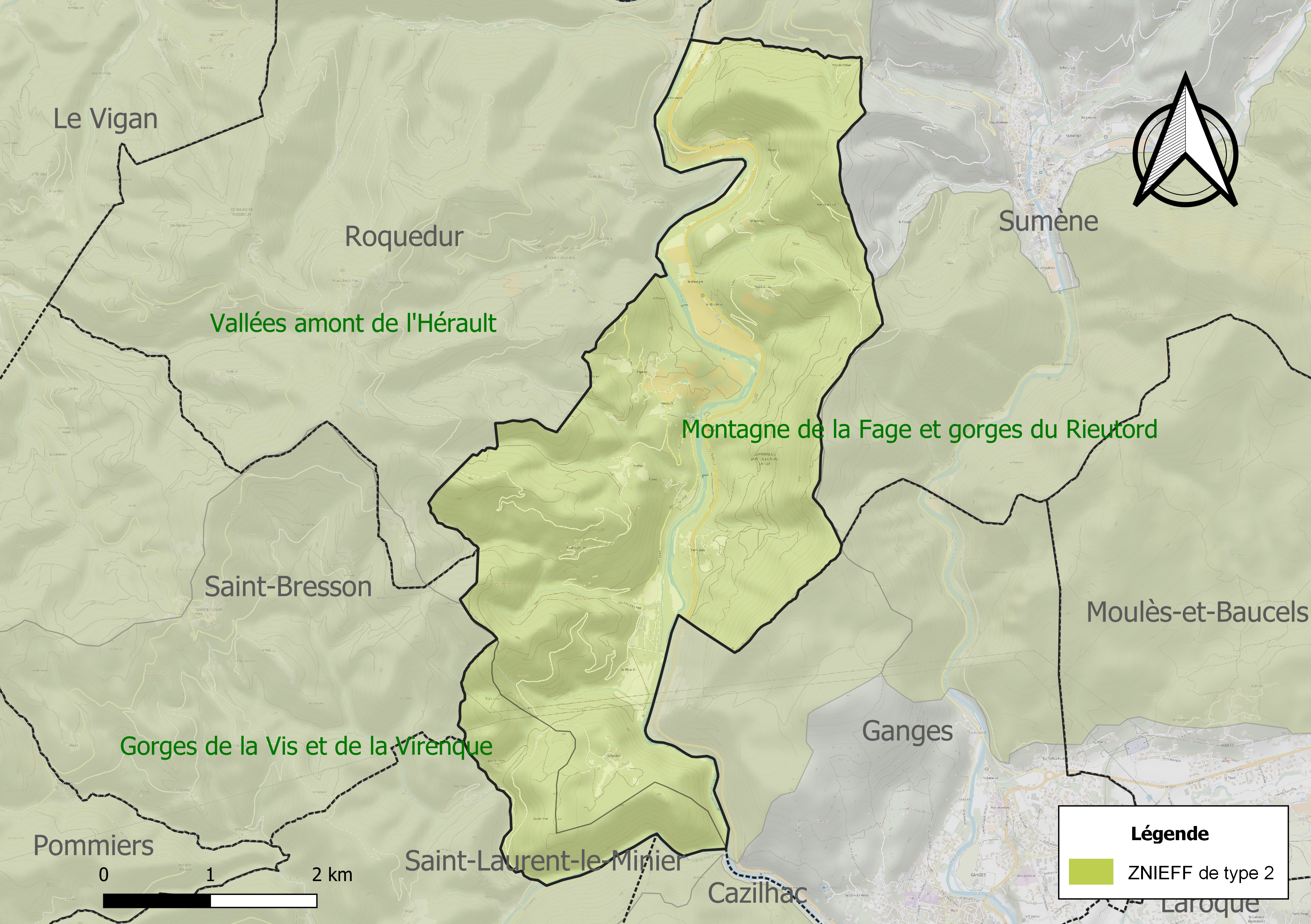
Carte des ZNIEFF de type 2 sur la commune.

## Urbanisme

### Typologie
Au 1er janvier 2024, Saint-Julien-de-la-Nef est catégorisée commune rurale à habitat très dispersé, selon la nouvelle grille communale de densité à sept niveaux définie par l'Insee en 2022.
Elle est située hors unité urbaine et hors attraction des villes,.

### Occupation des sols
L'occupation des sols de la commune, telle qu'elle ressort de la base de données européenne d’occupation biophysique des sols Corine Land Cover (CLC), est marquée par l'importance des forêts et milieux semi-naturels (84,5 % en 2018), en diminution par rapport à 1990 (89,4 %). La répartition détaillée en 2018 est la suivante : 
forêts (71,3 %), zones agricoles hétérogènes (15,5 %), milieux à végétation arbustive et/ou herbacée (13,2 %). L'évolution de l’occupation des sols de la commune et de ses infrastructures peut être observée sur les différentes représentations cartographiques du territoire : la carte de Cassini (XVIIIe siècle), la carte d'état-major (1820-1866) et les cartes ou photos aériennes de l'IGN pour la période actuelle (1950 à aujourd'hui).

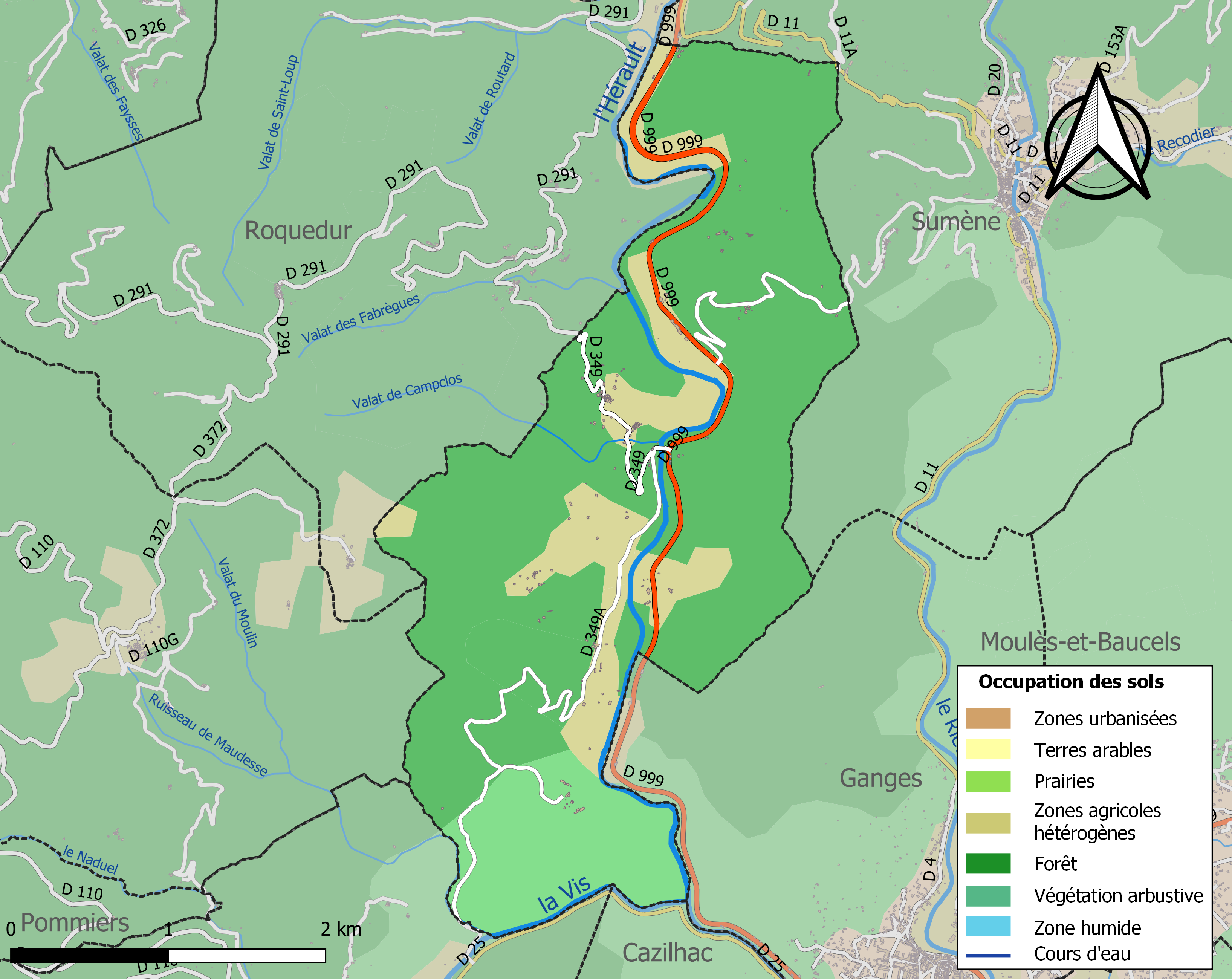
Carte des infrastructures et de l'occupation des sols de la commune en 2018 (CLC).

### Risques majeurs
Le territoire de la commune de Saint-Julien-de-la-Nef est vulnérable à différents aléas naturels : météorologiques (tempête, orage, neige, grand froid, canicule ou sécheresse), inondations, feux de forêts, mouvements de terrains et séisme (sismicité faible). Il est également exposé à un risque technologique, le transport de matières dangereuses, et à un risque particulier : le risque de radon. Un site publié par le BRGM permet d'évaluer simplement et rapidement les risques d'un bien localisé soit par son adresse soit par le numéro de sa parcelle.

#### Risques naturels
Certaines parties du territoire communal sont susceptibles d’être affectées par le risque d’inondation par débordement de l'Hérault. La commune a été reconnue en état de catastrophe naturelle au titre des dommages causés par les inondations et coulées de boue survenues en 1982, 1994, 1995, 1997, 2011, 2015 et 2020,.

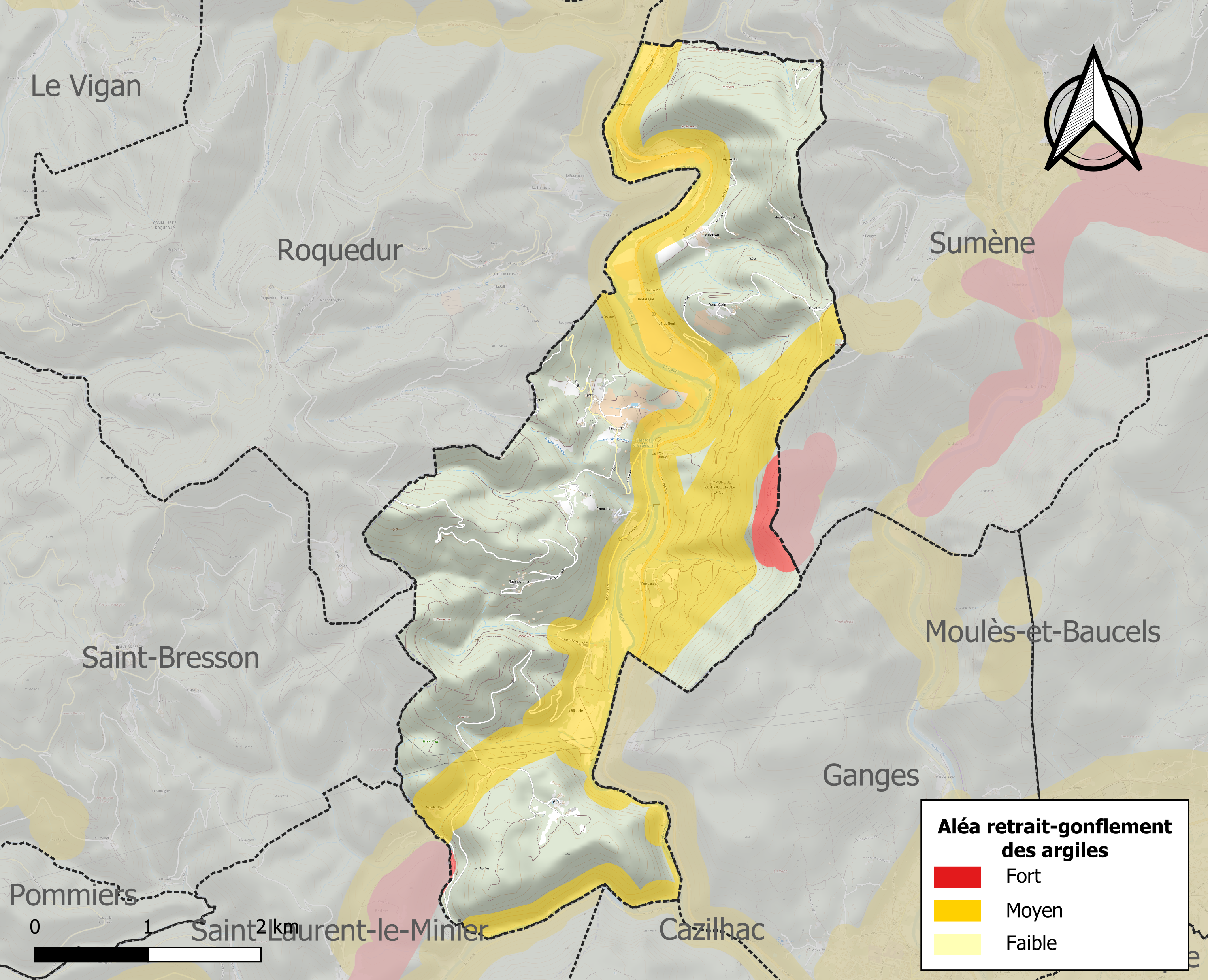
Carte des zones d'aléa retrait-gonflement des sols argileux de Saint-Julien-de-la-Nef.

La commune est vulnérable au risque de mouvements de terrains constitué principalement du retrait-gonflement des sols argileux. Cet aléa est susceptible d'engendrer des dommages importants aux bâtiments en cas d’alternance de périodes de sécheresse et de pluie. 38,6 % de la superficie communale est en aléa moyen ou fort (67,5 % au niveau départemental et 48,5 % au niveau national). Sur les 95 bâtiments dénombrés sur la commune en 2019, 26 sont en aléa moyen ou fort, soit 27 %, à comparer aux 90 % au niveau départemental et 54 % au niveau national. Une cartographie de l'exposition du territoire national au retrait gonflement des sols argileux est disponible sur le site du BRGM,.
Par ailleurs, afin de mieux appréhender le risque d’affaissement de terrain, l'inventaire national des cavités souterraines permet de localiser celles situées sur la commune.

#### Risques technologiques
Le risque de transport de matières dangereuses sur la commune est lié à sa traversée par des infrastructures routières ou la présence d'une canalisation de transport d'hydrocarbures. Un accident se produisant sur de telles infrastructures est en effet susceptible d’avoir des effets graves au bâti ou aux personnes jusqu’à 350 m, selon la nature du matériau transporté.

#### Risque particulier
Dans plusieurs parties du territoire national, le radon, accumulé dans certains logements ou autres locaux, peut constituer une source significative d’exposition de la population aux rayonnements ionisants. Selon la classification de 2018, la commune de Saint-Julien-de-la-Nef est classée en zone 2, à savoir zone à potentiel radon faible mais sur lesquelles des facteurs géologiques particuliers peuvent faciliter le transfert du radon vers les bâtiments.

## Histoire
La première mention de Saint-Julien-de-la-Nef remonte à 1248, dans le cartulaire de Notre-Dame-du-Bonheur.
Cette commune fait partie de la zone minière d’Hierle aux XIIe et XIIIe siècles. Au XIXe siècle on y extrait le fer, et deux filatures de soie s'implantent
Saint-Julien-de-la-Nef tire son nom de son histoire : située sur l'ancien tracé romain de la voie domitienne reliant la Provincia à la Narbonnaise, son territoire était marqué de tours ou châteaux verrouillant l'accès, surveillant la circulation des gens et biens au long de la vallée de l'Hérault et de ses affluents, l'Arre, la Vis, l'Arboux et le Rieutord, jusqu'aux plaines nîmoises.
Il s'agit du château de Bez sur l'Arre, de celui de Mandagout sur l'Arboux, du Rey au confluent de l'Arboux et de l'Arre, de celui de Saint-Laurent-le-minier sur la Vis, le castellas d'Adhemar des barris[Qui ?] dominant le Rieutord et par sa tour du Mercou l'Hérault; jusqu'au château de Saint-Julien, clef de la route finale vers Ganges.
Le seigneur du lieu ayant pris le nom de sa paroisse, Saint-Julien, il fut fait marquis pour avoir assuré le passage du cortège royal, alors appelé « nef royale », avec sécurité au long de tous ces châteaux pour l'embarquement à Aigues-Mortes de Louis IX (Saint Louis) pour les croisades; puis pour le retour par la même route de son épouse Marguerite de Provence qui l'avait accompagné.
Ainsi Saint-Julien-de-la-Nef (royale) pourrait être un explication possible du blason communal[réf. nécessaire].
Au cours de la Révolution française, la commune porte provisoirement le nom de Mont-Julien.
St Julien est parfois orthographié dans les registres St Jullien.

## Héraldique
| Blason de Saint-Julien-de-la-Nef | Blason  | D'azur au navire d'or équipé d'argent flottant sur des ondes du même mouvant de la pointe, au chef aussi d'argent chargé de l'inscription SAINT-JULIEN en lettres capitales de sable. |
| Blason de Saint-Julien-de-la-Nef | Détails | Armes parlantes. Le statut officiel du blason reste à déterminer. |

## Politique et administration
| Période | Période  | Identité          | Étiquette | Qualité                                      |
| ------- | -------- | ----------------- | --------- | -------------------------------------------- |
| 2001    | En cours | Lucas Faidherbe   | ECO       |                                              |
| 1995    | 2001     | Denis Finiels     |           |                                              |
| 1977    | 1995     | Jean Barral       | DVG       | Conseiller général de 19. à 2002             |
| 1976    | 1977     | Fernand Trial     |           | 1er adjoint, maire au décès de Pierre Imbert |
| 1965    | 1976     | Pierre Imbert     |           |                                              |
| 1945    | 1965     | Georges Fadat     |           |                                              |
| 1944    | 1945     | Armand Guibal     |           | Président de la Délégation Spéciale          |
| 1935    | 1944     | Louis Cabane      |           |                                              |
| 1929    | 1935     | Adolphe Barre     |           |                                              |
| 1925    | 1929     | Louis Cabane      |           |                                              |
| 1915    | 1925     | Jules Saumade     |           |                                              |
| 1908    | 1915     | Paulin Pellequer  |           |                                              |
| 1904    | 1908     | Ferdinand Combes  |           |                                              |
| 1900    | 1904     | Frédéric Mazot    |           |                                              |
| 1892    | 1900     | Louis Cabane      |           |                                              |
| 1885    | 1892     | Héli Roussy       |           |                                              |
| 1865    | 1885     | Pierre Roussy     |           |                                              |
| 1846    | 1865     | M. Olivier        |           |                                              |
| 1843    | 1846     | Jean Meyrueis     |           |                                              |
| 1827    | 1843     | Pierre Roussy     |           |                                              |
| 1815    | 1827     | Jean de St Julien |           |                                              |
| 1813    | 1815     | Frédéric Méjean   |           |                                              |
| an 11   | 1813     | Claude Méjean     |           |                                              |
| an 9    | an 11    | Etienne Roussi    |           |                                              |
| 1792    | 1810     | Claude Méjean     |           |                                              |
| 1791    | 1792     | Jean Cabane       |           |                                              |

## Démographie
Commune touristique, sa population est multipliée par cinq en juillet et août.
L'évolution du nombre d'habitants est connue à travers les recensements de la population effectués dans la commune depuis 1793. Pour les communes de moins de 10 000 habitants, une enquête de recensement portant sur toute la population est réalisée tous les cinq ans, les populations de référence des années intermédiaires étant quant à elles estimées par interpolation ou extrapolation. Pour la commune, le premier recensement exhaustif entrant dans le cadre du nouveau dispositif a été réalisé en 2006.

En 2022, la commune comptait 145 habitants, en évolution de +3,57 % par rapport à 2016 (Gard : +2,97 %, France hors Mayotte : +2,11 %).
| 1793 | 1800 | 1806 | 1821 | 1831 | 1836 | 1841 | 1846 | 1851 |
| ---- | ---- | ---- | ---- | ---- | ---- | ---- | ---- | ---- |
| 217  | 215  | 220  | 240  | 286  | 318  | 291  | 270  | 326  |

| 1856 | 1861 | 1866 | 1872 | 1876 | 1881 | 1886 | 1891 | 1896 |
| ---- | ---- | ---- | ---- | ---- | ---- | ---- | ---- | ---- |
| 337  | 321  | 275  | 263  | 247  | 260  | 245  | 257  | 250  |

| 1901 | 1906 | 1911 | 1921 | 1926 | 1931 | 1936 | 1946 | 1954 |
| ---- | ---- | ---- | ---- | ---- | ---- | ---- | ---- | ---- |
| 230  | 204  | 204  | 187  | 185  | 175  | 154  | 153  | 133  |

| 1962 | 1968 | 1975 | 1982 | 1990 | 1999 | 2006 | 2011 | 2016 |
| ---- | ---- | ---- | ---- | ---- | ---- | ---- | ---- | ---- |
| 115  | 86   | 100  | 99   | 140  | 119  | 124  | 124  | 140  |

| 2021 | 2022 | - | - | - | - | - | - | - |
| ---- | ---- | - | - | - | - | - | - | - |
| 144  | 145  | - | - | - | - | - | - | - |

## Économie

### Emploi
|                | 2008   | 2013   | 2018   |
| -------------- | ------ | ------ | ------ |
| Commune        | 7,6 %  | 11,1 % | 16,7 % |
| Département    | 10,6 % | 12 %   | 12 %   |
| France entière | 8,3 %  | 10 %   | 10 %   |

En 2018, la population âgée de 15 à 64 ans s'élève à 85 personnes, parmi lesquelles on compte 69 % d'actifs (52,4 % ayant un emploi et 16,7 % de chômeurs) et 31 % d'inactifs,. En  2018, le taux de chômage communal (au sens du recensement) des 15-64 ans est supérieur à celui du département et de la France, alors qu'en 2008 la situation était inverse.
La commune est hors attraction des villes,. Elle compte 28 emplois en 2018, contre 35 en 2013 et 52 en 2008. Le nombre d'actifs ayant un emploi résidant dans la commune est de 45, soit un indicateur de concentration d'emploi de 63,4 % et un taux d'activité parmi les 15 ans ou plus de 51,8 %.
Sur ces 45 actifs de 15 ans ou plus ayant un emploi, 13 travaillent dans la commune, soit 30 % des habitants. Pour se rendre au travail, 88,6 % des habitants utilisent un véhicule personnel ou de fonction à quatre roues et 11,4 % n'ont pas besoin de transport (travail au domicile).

### Activités hors agriculture
23 établissements sont implantés  à Saint-Julien-de-la-Nef au 31 décembre 2019. Le tableau ci-dessous en détaille le nombre par secteur d'activité et compare les ratios avec ceux du département,.
Le secteur du commerce de gros et de détail, des transports, de l'hébergement et de la restauration est prépondérant sur la commune puisqu'il représente 30,4 % du nombre total d'établissements de la commune (7 sur les 23 entreprises implantées  à Saint-Julien-de-la-Nef), contre 30 % au niveau départemental.

### Agriculture
Le nombre d'exploitations agricoles en activité et ayant leur siège dans la commune est de 3 lors du recensement agricole de 2020 et la surface agricole utilisée de 21 ha,.

## Culture locale et patrimoine

### Lieux et monuments
- Le château du Mercou. Le site est celui d'un latifundium (ferme gallo-romaine) du IIe/IIIe siècle sur laquelle aurait été placé un oratoire dédié au dieu Mercure, celui des voleurs, des marchands et des voyageurs circulant sur la voie Domitienne. La toponymie en a conservé le nom de mercou. Son occupation semble ininterrompue et une première tour de guet est construite par Adhemar des Barris (des premiers seigneurs de Sumène) au IXe siècle pour dominer l'Hérault, abandonnée par la construction au XIIe siècle de la première tour du château, à la fois logis seigneurial, place forte et de protection paysanne. À ce premier donjon est adjoint un corps de logis et de garde avec tour ronde au XIVe, puis des extensions de résidences, interrompues par la Révolution. Le château est passé par succession dans plusieurs familles, jusqu'aux d'Assas, au XVIIe siècle, dont l'un des fils – Louis d'Assas du Mercou – fut tué à la bataille de Kloster Kampen en 1760.
- Le château de Saint-Julien. Situé en aval du pont, il possède une assise constituée de caves voûtées ainsi que d'une tour carrée qui pourraient dater du XIVe siècle. Le corps de logis principal est percé de larges fenêtres donnant sur une terrasse surélevée dominant le parc aménagé par la famille de Calvière au XIXe siècle. Le château est resté aux Saint-Julien jusqu'au XIXe siècle puis est passé aux Calvière et à leurs héritiers avant de devenir une résidence pour colonies de vacances (« Tourisme & Travail ») puis, un temps, l'auberge du « Château d'Isis », quartier général de la Ligue du Midi[38].
- Cascade d'Aigues-Folles (visible depuis la route qui mène au Vigan). Site naturel remarquable ; après d'importants épisodes pluvieux une cascade d'environ 30 mètres surgit du plateau.
- Le vieux pont. Ouvrage d'art du XVe siècle qui enjambe le fleuve Hérault.
- Hameau du Figaret. Pittoresque ensemble de constructions des XVIIe, XVIIIe et XIXe siècles. Un maître verrier y était établi au XVIIIe siècle.

## Personnalités liées à la commune dans les siècles passés
- Famille de Saint-Julien. Cette famille embrassa le Protestantisme dès son arrivée en Cévennes vers 1560. Plusieurs de ses membres moururent lors des guerres de religion et de la révolte des Camisards.
- Famille du Fesq de Sumène. Éteinte au XIXe siècle.